# Palthis submarginata
Palthis submarginata là một loài bướm đêm trong họ Noctuidae.